# Warren (New Hampshire)
Warren – miasto w Stanach Zjednoczonych, w stanie New Hampshire, w hrabstwie Grafton.